# SKE48 ムスメにいかが!?
『SKE48 ムスメにいかが!?』（エスケーイーフォーティーエイト ムスメにいかが!?）は、2011年7月8日から2013年3月8日まで東海テレビで放送されていた深夜バラエティ番組。放送時間は、毎月第2金曜 25:25 - 25:55 (JST)。

## 概要
SKE48のメンバーが東海地方のある一般家庭を訪問。その家庭のルールに従って「家庭のムスメ」として2日間滞在し、様々な職業体験をし家族と交流する様子を描くバラエティ番組。本当にその家庭の娘になれていたかは、番組の最後にスタジオ出演メンバーが判定し、「イイ娘」に認定されると「天使の輪」を獲得できる。
2013年3月8日放送分において同番組の終了と、新番組開始の告知された。

## 出演者
- SKE48
- それいけ斉藤くん（神カエルの声[注 3]）
- TKO・木下隆行（神キノシタ）（7）
- ロッチ・コカドケンタロウ（神コカド）（20）
- ロッチ・中岡創一（神ワカメ[注 4]）（20）

## 放送日程
| 回                                 | 放送日        | スタジオ出演者（太文字はムスメメンバー）                                           | 訪問地                                                                             | 訪問家庭                                                                           | 判定                                                                               |
| ---------------------------------- | ------------- | ---------------------------------------------------------------------------------- | ---------------------------------------------------------------------------------- | ---------------------------------------------------------------------------------- | ---------------------------------------------------------------------------------- |
| 1                                  | 2011年 7月8日 | 木﨑ゆりあ、木下有希子、松井珠理奈、 松井玲奈、小木曽汐莉                          | 岐阜県加茂郡 川辺町                                                                | 椎茸栽培農家                                                                       | イイ娘                                                                             |
| 2                                  | 8月12日       | 加藤るみ、桑原みずき、矢神久美、 上野圭澄、金子栞                                  | 愛知県豊川市 御津町                                                                | 移動動物園経営                                                                     | イイ娘                                                                             |
| 3                                  | 9月9日        | 高田志織、平松可奈子、矢神久美、 高柳明音、上野圭澄                                | 愛知県知多郡 南知多町日間賀島                                                      | 素潜り漁師                                                                         | イイ娘                                                                             |
| 4                                  | 10月14日      | 小野晴香、平田璃香子、赤枝里々奈、石田安奈、秦佐和子                               | 愛知県小牧市                                                                       | パン屋                                                                             | イイ娘                                                                             |
| 5                                  | 11月11日      | 大矢真那、平松可奈子、小木曽汐莉、木本花音、小林亜実                               | 岐阜県岐阜市                                                                       | 舞妓さん家族                                                                       | イイ娘                                                                             |
| 6                                  | 12月9日       | 木﨑ゆりあ、木下有希子、須田亜香里、 小木曽汐莉、矢方美紀                          | 愛知県名古屋市 瑞穂区                                                              | もち屋                                                                             | イイ娘                                                                             |
| 7                                  | 2012年 1月3日 | 中西優香、平田璃香子、松井珠理奈、金子栞、木本花音                                 | 三重県鳥羽市                                                                       | 水族館                                                                             | イイ娘                                                                             |
| 7                                  | 2012年 1月3日 | 梅本まどか                                                                         | 愛知県名古屋市                                                                     | サーカス（クーザ）                                                                 | -                                                                                  |
| 8                                  | 1月13日       | 大矢真那、阿比留李帆、石田安奈、佐藤実絵子、向田茉夏                               | 三重県松阪市                                                                       | 高校生レストラン                                                                   | イイ娘                                                                             |
| 9                                  | 2月10日       | 後藤理沙子、佐藤聖羅、佐藤実絵子、 古川愛李、若林倫香                              | 三重県度会郡 南伊勢町                                                              | 養殖タイ漁師                                                                       | ダメ娘                                                                             |
| 10                                 | 3月9日        | 木下有希子、中西優香、小林亜実、 柴田阿弥、山下ゆかり                              | 岐阜県大野郡 白川村                                                                | 合掌造りの宿                                                                       | イイ娘                                                                             |
| 11                                 | 4月13日       | 加藤るみ、平松可奈子、磯原杏華、梅本まどか、金子栞                                 | 三重県桑名市                                                                       | 行列ラーメン店                                                                     | イイ娘                                                                             |
| 12                                 | 5月11日       | 桑原みずき、高田志織、平松可奈子、梅本まどか、原望奈美                             | 愛知県西尾市                                                                       | 馬牧場                                                                             | イイ娘                                                                             |
| 13                                 | 6月8日        | 赤枝里々奈、石田安奈、加藤智子、 佐藤実絵子、向田茉夏                              | 愛知県知多郡 南知多町                                                              | 干物屋                                                                             | イイ嫁                                                                             |
| 14                                 | 7月13日       | 石田安奈、向田茉夏、内山命、斉藤真木子、松村香織                                   | 岐阜県岐阜市                                                                       | 旗職人                                                                             | イイ娘                                                                             |
| 15                                 | 8月17日       | 磯原杏華、上野圭澄、金子栞、竹内舞、原望奈美                                       | 三重県鳥羽市 相差町                                                                | 海女さんの宿                                                                       | ダメ娘                                                                             |
| 16                                 | 9月21日       | 阿比留李帆、加藤智子、佐藤聖羅、松本梨奈、山田澪花                                 | 愛知県東海市                                                                       | マンゴー農家                                                                       | イイ娘                                                                             |
| 17                                 | 10月12日      | 内山命、金子栞、木本花音、古畑奈和、山下ゆかり                                     | 三重県松阪市                                                                       | お弁当屋                                                                           | イイ娘                                                                             |
| 18                                 | 11月9日       | SKE48 ムスメにいかが!? 何でもランキングSP                                          | SKE48 ムスメにいかが!? 何でもランキングSP                                          | SKE48 ムスメにいかが!? 何でもランキングSP                                          | SKE48 ムスメにいかが!? 何でもランキングSP                                          |
| 19                                 | 12月14日      | 鬼頭桃菜、木下有希子、井口栞里、 後藤理沙子、矢方美紀                              | 愛知県新城市 作手地区                                                              | 自然薯掘り名人                                                                     | イイ娘                                                                             |
| 20                                 | 2013年 1月4日 | SKE48 ムスメにいかが!?新春SP 松井玲奈も真剣勝負! 三重縦断 絶品グルメ争奪バスツアー | SKE48 ムスメにいかが!?新春SP 松井玲奈も真剣勝負! 三重縦断 絶品グルメ争奪バスツアー | SKE48 ムスメにいかが!?新春SP 松井玲奈も真剣勝負! 三重縦断 絶品グルメ争奪バスツアー | SKE48 ムスメにいかが!?新春SP 松井玲奈も真剣勝負! 三重縦断 絶品グルメ争奪バスツアー |
| 21                                 | 1月11日       | 加藤るみ、阿比留李帆、佐藤実絵子、磯原杏華、内山命                                 | 三重県鳥羽市 浦村町                                                                | カキ食べ放題店                                                                     | イイ娘                                                                             |
| 22                                 | 2月8日        | 古川愛李、向田茉夏、金子栞、斉藤真木子、柴田阿弥                                   | 岐阜県揖斐郡 池田町                                                                | 大道芸人・風船太郎                                                                 | イイ娘                                                                             |
| 23                                 | 3月8日        | 大矢真那、木﨑ゆりあ、木下有希子、出口陽、石田安奈                                 | 愛知県田原市                                                                       | サーフショップ                                                                     | ダメ娘                                                                             |
| 1. 2. 3. 4. 5. 6. 7. 8. 9. 10. 11. |               |                                                                                    |                                                                                    |                                                                                    |                                                                                    |

## エンディングテーマ
いずれもSKE48のシングル曲。
- パレオはエメラルド（1 - 3）
- オキドキ（4 - 6）
- 片想いFinally（7 - 11）
- アイシテラブル!（12 - 15）
- キスだって左利き（16 - 21）
- チョコの奴隷（22 - 23）

## スタッフ
- ナレーター - 藤本晶子（東海テレビアナウンサー）、古谷徹（7の水族館のみ）
- 構成 - 荻巣しぐれ、森下ゆうじ
- 企画協力 - 湯浅洋（ピタゴラス・プロモーション→AKS）
- AD - 名倉礼
- 演出 - 戸谷泰治
- プロデューサー - 稲吉豊
- 制作協力 - 東海テレビプロダクション
- 製作著作 - 東海テレビ